# Ogre (videogioco)
Ogre è un videogioco strategico a turni tratto dal gioco da tavolo Ogre della Steve Jackson Games (1977). Sviluppato inizialmente per Apple II, venne pubblicato nel 1986 dalla Origin Systems anche per i computer Amiga, Atari 8-bit, Atari ST, Commodore 64, MS-DOS e Macintosh. Successivamente uscì anche per MSX e per i computer giapponesi PC-88 e PC-98. Rappresenta una battaglia futuristica tra un esercito difensivo di terra e un super potente carro armato lungo 50 m detto Ogre ("orco").

## Modalità di gioco
Un giocatore controlla sempre l'esercito difensivo, mentre l'Ogre può essere controllato dal computer o da un altro giocatore. Il gioco si svolge su una mappa di 15x21 caselle esagonali, graficamente molto semplice, visibile una parte alla volta con scorrimento verticale. Alcune caselle contengono cerchietti rossi che rappresentano crateri non oltrepassabili, e sui bordi tra una casella e l'altra possono esserci linee più spesse non oltrepassabili; a parte questi ostacoli le caselle sono tutte uguali (su MSX gli ostacoli sono differenti). Si può scegliere di partire da configurazioni predefinite di mappa e difensori, configurazioni predefinite solo della mappa, oppure disegnare anche la mappa con un editor.
A destra della mappa c'è una colonna con finestre informative, pulsanti e menù a tendina. Il controllo avviene con un puntatore anche con le periferiche diverse dal mouse.
L'Ogre inizia dal lato in basso della mappa e il suo obiettivo è distruggere il quartier generale nemico dall'altra parte, mentre l'obiettivo dei difensori è fermarlo. La partita è organizzata in turni, ciascuno con una fase di movimento dove tutte le unità mobili possono spostarsi e una fase di attacco dove tutte le unità possono fare fuoco. Tutte le unità in gioco sono sempre visibili a entrambi i giocatori.
Prima dell'inizio il difensore può comporre a piacimento il proprio esercito entro un certo limite di potenza totale e posizionare liberamente le unità. Ci sono cinque tipi di unità: carri pesanti, obici, carri lanciamissili, fanteria, e i veloci GEV (Ground Effect Vehicle) che si distinguono per la capacità di spostarsi due volte in un turno, sia nella normale fase di movimento sia dopo l'attacco. Ogni tipo è caratterizzato da forza in attacco, forza in difesa, gittata in attacco e caselle di movimento. L'efficacia degli attacchi è determinata da probabilità di riuscita in percentuali note.
L'Ogre può essere di due modelli di potenza differente, Mark III e Mark V. In ogni caso è dotato di un'ampia batteria di armamenti di quattro tipi, ciascuno con capacità simili a quelle dei difensori, e a ogni turno tutte le armi possono fare fuoco in modo indipendente. Quando un difensore attacca l'Ogre, può scegliere in particolare a quale armamento puntare o se puntare ai cingoli. Per ogni tipo di bersaglio c'è una diversa probabilità di riuscita e in caso positivo viene distrutto solo quell'elemento, danneggiando progressivamente l'Ogre. I cingoli in particolare sono 45 e consentono all'Ogre di muovere di 3 caselle per turno, ma ogni 15 cingoli distrutti la capacità di movimento si riduce di una casella; eliminare tutti i cingoli è necessario in quanto anche un Ogre disarmato può ancora schiacciare i nemici, incluso il quartier generale, andandoci sopra.